# ASB Classic 1995
L'ASB Classic 1995 è stato un torneo di tennis giocato sul cemento. È stata la 10ª edizione dell'ASB Classic, che fa parte della categoria Tier IV nell'ambito del WTA Tour 1995. Si è giocato all'ASB Tennis Centre di Auckland in Nuova Zelanda, dal 30 gennaio al 6 febbraio 1995.

## Campionesse

### Singolare
Nicole Bradtke ha battuto in finale  Ginger Helgeson-Nielsen con il punteggio di 3–6, 6–2, 6–1

### Doppio
Jill Hetherington /  Elna Reinach hanno battuto in finale  Laura Golarsa /  Caroline Vis con il punteggio di 7–6, 6–2